# 里普利 (密西西比州)
里普利，美国密西西比州蒂帕县城市，蒂帕县县治所在地。威廉·克拉克·福克纳是19世纪中后期该市最著名的人物，他为这里修了第一条铁路。
城市人口成长率在18岁以下为24.5％，从18到24岁为10.7％，从25到44岁为26.4％，从45到64岁为20.4％，65岁或以上为18.0％。年龄中位数为36岁。每有100个女性有84.9个男性。